# Оборонная улица (Колпино)

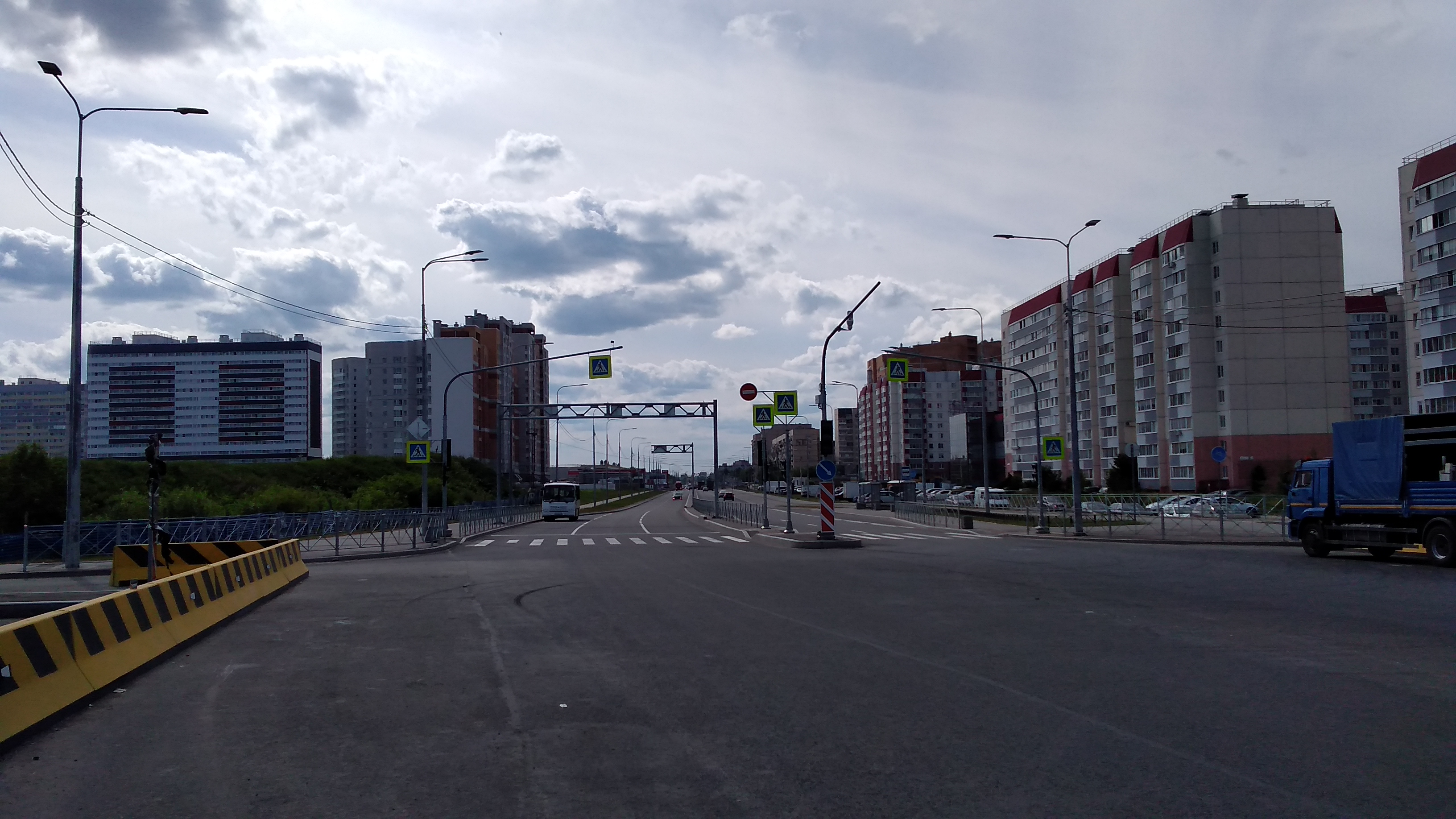
Реконструированная Оборонная улица в 2020 году

Оборо́нная у́лица — улица в городе Колпино Колпинского района Санкт-Петербурга. Официально проходит от реки Ижоры до Московской улицы и от Московского направления железной дороги до реки Малой Ижорки (фактически — до Рубежного шоссе). На территории посёлка Тельмана Ленинградской области — от Московской улицы до Колпинского путепровода — называется Онежская улица.
Название получила 6 июня 1947 года. Оно связано с тем, что в непосредственной близости отсюда в годы Великой Отечественной войны проходил передний край обороны Ленинграда.
В мае 2010 года напротив дома № 2 по Оборонной улице была открыта Аллея Славы, центральным объектом которой стал дот, установленный здесь в 1941 году.
В декабре 2016 был открыт мост через реку Ижору, соединивший Оборонную улицу с Заводским проспектом.
12 декабря 2019 года в створе Оборонной (Онежской) улицы было открыто её продолжение до Рубежного шоссе, включающее новый Колпинский путепровод через железнодорожные пути Московского направления.

## Перекрестки
Оборонная улица
- Улица Анисимова
- Тверская улица
- Московская улица

Онежская улица
- Октябрьская улица

Оборонная улица
- ж/д линия Москва—Санкт-Петербург (путепровод)
- Рубежное шоссе

## Транспорт
Ближайшая станция метро — «Рыбацкое», ближайшая железнодорожная станция — Колпино.
По улице проходят трассы автобусных маршрутов № 325, 328, 330, 364, 368, 386.